# Odznaka „Zasłużony Pracownik Łączności”
Odznaka „Zasłużony Pracownik Łączności”” – polskie odznaczenie resortowe ustanowione 11 sierpnia 1969 i nadawane przez ministra łączności przyznawane w uznaniu zasług za wieloletnią i ofiarną pracę tym pracownikom resortu lub służb łączności, którzy wyróżnili się szczególnie sumiennym wykonywaniem obowiązków w pracy zawodowej i społecznej, wykazującym szczególną dbałość o mienie społeczne i odznaczającym się wysokim poziomem moralnym. Odznaka podzielona była na trzy stopnie (złoty, srebrny i brązowy) i noszona na prawej piersi. Została wycofana 11 maja 1996. Zastąpiła ją w dwa miesiące później nowa Odznaka honorowa „Zasłużony dla Łączności”.

## Odznaczeni

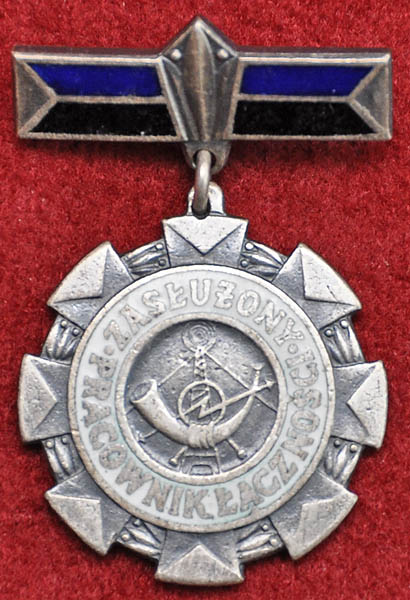
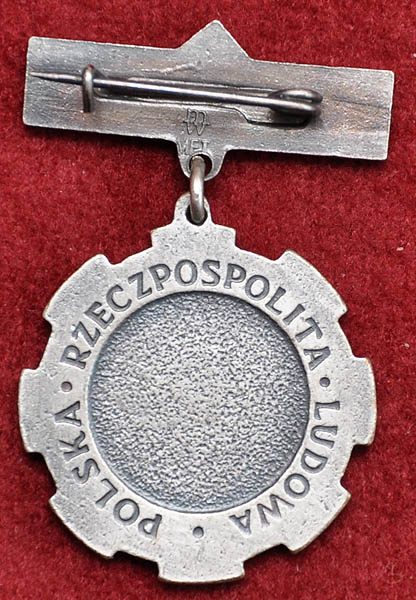